# تعاليم كاي جمني

جزء من بردية بريسي بالكتابة الهيراطيقية.

 تعاليم كاي جمني  هي أحد نصوص أدب الحكمة المصرية القديمة، والتي تعود لعصر الدولة الوسطى بالرغم من نسبتها إلى كاي جمني وزير سنفرو مؤسس الأسرة الرابعة. أقدم مصادر تلك التعاليم هي بردية بريسي، والتي تعود لعصر الأسرة الثانية عشر، والمكتوبة باللغة المصرية الوسطى وبأسلوب هيراطيقي قديم.
تذكر بردية بريس تعاليم كا جمني ، المنتسبة إلى الأسرة الرابعة في عهد الملك سنفرو ، وتأتي بعدها تعاليم بتاح حتب التي يرجع تاريخها إلى بتاح حتب الوزير في عهد الملك جد كا رع (2414 - 2375 قبل الميلاد) . تلك التعليمات هي أقدم ما نعرفة في تاريخ البشرية عن الأخلاق والسلوك الحسن والتعامل بين الناس. سبقت المسيحية بنحو 2600 سنة ، وسبقت قوانين حمورابي بنحو 1000 على الأقل ، إذ يرجع بعض المؤرخين تلك التعاليم والإرشادات المكتوبة إلى تعاليم  كان يتبادلها العامة شفويا قبل عهد الاسرة الرابعة.

## النص
لم يبق من تلك التعاليم سوى الجزء الأخير منها في بردية بريسي ، تلاها النسخة الكاملة من تعاليم بتاح حتب، وغير معروف حجم النص المفقود من بداية تلك التعاليم. كاي جمني الذي ذكرته التعاليم والذي يُعتقد أنه وزير سنفرو ، قد يكون وزير آخر عاش في عصر الأسرة السادسة. ويعتقد بعض العلماء أن كاتب التعاليم هو ابن الحكيم كاي رع المذكور في بردية شستر بيتي الرابعة التي ترجع لحقبة الرعامسة. وعلى الرغم من أن التعاليم منسوبة إلى كاي جمني، إلا أنه كان من الشائع في نصوص الحكمة المصرية القديمة، أن تنسب إلى شخصيات تاريخية مرموقة من العصور القديمة.
التعاليم كتبت في صورة نصائح من الوزير لابنه، تمامًا كأمثال بتاح حتب، وهي تختلف عن نصوص التعاليم اللاحقة مثل تعاليم أمينيموبي التي تؤكد على التقوى، ووصايا أمنمحات التي توصف بأنها قطعة سياسية في شكل تعاليم. ينصح كاي جمني ابنه في التعاليم بالتواضع والاعتدال، وتجنب الفخر والشراهة.

## اقرأ أيضا
- تعاليم بتاح حتب
- ترنيمة آتون العظمى
- الأدب

## وصلات خارجية
- The Maxims of Good Discourse or the Wisdom of Ptahhotep ca.2200 BCE (contains full fragmentary version—in original hieroglyphs and translated English version by Gardiner (1946)—of Kagemni, which is one of two instructional texts found on the Prisse Papyrus)